# Вісбаум
Вісбаум (нім. Wiesbaum) — громада в Німеччині, розташована в землі Рейнланд-Пфальц. Входить до складу району Вульканайфель. Складова частина об'єднання громад Гіллесгайм.
Площа — 15,18 км2. Населення становить 637 ос. (станом на 31 грудня 2020).